# تشارلز بوش
تشارلز بوش (بالإنجليزية: Charles Busch)‏ (23 أغسطس 1954، نيويورك في الولايات المتحدة)؛ ممثل، كاتب، كاتب سيناريو وروائي أمريكي.

## روابط خارجية
- تشارلز بوش على موقع IMDb (الإنجليزية)
- تشارلز بوش على موقع أول موفي (الإنجليزية)
- تشارلز بوش على موقع قاعدة بيانات برودواي على الإنترنت (الإنجليزية)
- تشارلز بوش على موقع قاعدة بيانات الفيلم (الإنجليزية)